# Ian Maxtone-Graham
Ian Howes Maxtone-Graham (Nova Iorque, 3 de julho de 1959) é um roteirista de televisão  e produtor estadunidense. Anteriormente, ele escreveu para Saturday Night Live (1992-1995) e Os Simpsons (1995–2012), além de atuar como produtor co- executivo e produtor de consultoria para o último. 

## Primeiros anos
Maxtone-Graham nasceu em Nova York, filho do historiador marítimo John Maxtone-Graham. Ele é sobrinho-neto de Jan Struther, o escritor da Sra. Miniver . Ele freqüentou a Trinity School e a Brown University. Um nadador entusiasta, seu primeiro emprego depois da faculdade foi como mergulhador com uma equipe de pesquisa subaquática. Depois de lutar para estabelecer uma carreira em jornalismo, ele escreveu material para o programa de televisão Not Necessarily the News e as revistas National Lampoon e Army Man. Seu trabalho em Army Man, uma revista inusitada publicada pelo futuro colega dos Simpsons, George Meyer, chamou a atenção de Jack Handey, que sugeriu que ele trabalhasse para o Saturday Night Live.

## Saturday Night Live
Enquanto trabalhava no Saturday Night Live, Maxtone-Graham co-escreveu "The Chanukah Song" com Adam Sandler. De acordo com as memórias de Jay Mohr, Ian Maxtone-Graham ameaçou desistir e processar o programa durante a temporada de 1993-1994, após uma briga com Norm Macdonald. O processo nunca chegou a ser concretizado.     
Durante as sessões noturnas de Saturday Night Live, Sarah Silverman costumava roubar roupas íntimas e meias de uma pilha de roupas limpas que Maxtone-Graham mantinha em seu escritório e usava-as em vez de suas próprias roupas. 

## Os Simpsons
Maxtone-Graham tornou-se um impopular entre parte dos fãs de Os Simpsons após  uma entrevista de 1998 para o The Independent, na qual ele admitiu que "mal" havia assistido Os Simpsons antes de ser contratado. Embora tenha irritado muitos fãs com seus comentários, Maxtone-Graham ganhou seis Emmys por seu trabalho em Os Simpsons, e recebeu um prêmio Annie por escrever " The seemingly neverending story ".
Um dos episódios escritos por Maxtone-Graham é " EIEI- (Grunt Irritado) ", no qual Homer cria um híbrido de tomate e tabaco chamado " tomacco ". O episódio foi amplamente aclamado pelos espectadores e críticos. Notavelmente, inspirou um homem de Oregon a fazer sua própria versão de tomacco enxertando um caule de tomate com uma raiz de tabaco. Ele finalmente deu alguns para Maxtone-Graham, que comeu.
Com 2,03m de altura, Maxtone-Graham inspirou um personagem em Os Simpsons :" Homem Muito Alto ", que apareceu pela primeira vez em "22 Short Films About Springfield".

### Créditos em Os Simpsons
Maxtone-Graham foi creditado como roteirista  dos seguintes episódios de The Simpsons : 
- " Burns, Baby Burns " (1996)
- " A cidade de Nova York vs. Homer Simpson "(1997)
- " O problema com trilhões " (1998)
- " Trash of the Titans " (episódio 200, ganhou Primetime Emmy Award de excelente programa de animação para programação de menos de uma hora ) (1998)
- " Lisa recebe um" A " " (1998)
- " EIEI - (Grunt Irritado) " (1999)
- " Sozinho de novo, Natura-Diddily " (2000)
- " Tênis a Ameaça " (2001)
- " Os anos do blunder " (2001)
- " Grande Marge " (2002)
- " Cara, Cadê Meu Rancho? " (2003)
- " Pegue-os se você puder " (2004)
- " The Heartbroke Kid " (2005)
- " The seemingly never-ending story " (venceu o Primetime Emmy Award de Melhor Programa de Animação por Programação em menos de uma hora e o Annie Award de "Melhor Redação em Produção de Televisão Animada") (2006)
- " 24 Minutes " (com Billy Kimball, ganhou o prêmio Annie de "Melhor roteiro em uma produção de televisão animada") (2007)
- " Curvas Perigosas " (com Billy Kimball) (2008)
- " Gone Maggie Gone " (com Billy Kimball, indicado ao prêmio Emmy de Melhor Programa Animado por Programação em menos de uma hora) (2009)
- " The Colour Yellow " (com Billy Kimball) (2010)
- " O Conto do Escorpião " (com Billy Kimball) (2011)
- " Como eu molhei sua mãe " (com Billy Kimball) (2012)
- " Dark Knight Court " (com Billy Kimball) (2013)
- " O Distintivo Amarelo de Covardia " (com Billy Kimball) (2014)